# Tacloban
Tacloban je přístavní město na Filipínách. Nachází se 360 mil jihovýchodně od hlavního města Manily. Jedná se o hlavní město provincie Leyte a současně středisko regionu Východní Visayas. Na jeho území o rozloze 201,72 km2 žije přibližně 242 089 obyvatel.